# 弗尔代阿克
弗尔代阿克，是匈牙利琼格拉德州所辖的一个村。总面积36.37平方公里，总人口3152，人口密度86.7人/平方公里（2011年1月1日）。